# Кривелини (Мантова)
Кривелини је насеље у Италији у округу Мантова, региону Ломбардија.
Према процени из 2011. у насељу је живело 27 становника. Насеље се налази на надморској висини од 95 м.